# 东风镇 (海伦市)
东风镇，是中华人民共和国黑龙江省绥化市海伦市下辖的一个乡镇级行政单位。

## 行政区划
东风镇下辖以下地区：
边井村、双音村、自卫村、兴安村、文化村、宝星村、育村、八方村、仁东村、临河村、勤劳村、南兴村和安乐村。